# Nakheel Tower
La Nakheel Tower fue una propuesta de rascacielos en la ciudad de Dubái (Emiratos Árabes Unidos), cancelado de forma no oficial desde el 2008, ya que nunca se llegó a gestar el proyecto por parte de la empresa Nakheel. Iba a comenzar a construirse en 2008 y mediría más de un kilómetro de altura. Fue conocido en las fases previas de su diseño con el nombre de Al Burj (La Torre, en árabe). Pero por motivos de confusión con el actual Burj Al Arab, fue desechado.
En el momento de su finalización, prevista para 2020, se convertiría previsiblemente en el edificio más alto del mundo y en la estructura más alta construida por el hombre. Estos títulos los ostenta en la actualidad el rascacielos Burj Khalifa, ubicado también en Dubái. El gran colapso anunciado por la inmobiliaria estatal de Dubái, que el 25 de noviembre de 2009 se declaró con problemas para pagar su deuda externa, por lo que el proyecto se canceló.

## Ubicación y altura
En un inicio, el Al Burj iba a ser colocado en el centro del tronco de la isla artificial Palma Jumeirah y su altura iba a ser de 700 m y 120 pisos.
Dada la dura competencia entre otros diseños de torres y edificios en todo el mundo, se quiso dar al Al Burj una altura de una milla (1600 metros). Posteriormente, la altura de este edificio sufrió diferentes re-diseños, siendo uno de 1200 m y 200 pisos, medida que se modificó por el hasta entonces último diseño de 1050 m y 200 pisos, aunque nunca se llegó a desvelar la altura definitiva.
Esta altura de más de 1000 m es más alta que la de su rival local, el Burj Khalifa de 828 m, y es a su vez más del doble en altura que el Empire State de Nueva York.
A finales del 2006, este fue reubicado a una sección del Dubai Waterfront, una especie de península artificial, construida igual que las Palm Islands, y en su lugar se construirá el Nakheel Mall.